# Lars Andreas Østvik
Lars Andreas Østvik (ur. 18 sierpnia 1977 w Mo i Rana) – norweski narciarz, specjalista kombinacji norweskiej, zwycięzca Pucharu Kontynentalnego.

## Kariera
Po raz pierwszy na arenie międzynarodowej Lars Andreas Østvik pojawił się w sezonie 1997/1998 Pucharu Świata B. Czterokrotnie stawał na podium, w tym 7 stycznia 1998 roku w Klingenthal zwyciężył w sprincie. W klasyfikacji generalnej ostatecznie zwyciężył, minimalnie wyprzedzając Japończyka Gena Tomii oraz swego rodaka Prebena Fjære Brynemo. W zawodach tego cyklu startował do sezonu 2002/2003 jeszcze siedmiokrotnie stając na podium i odnosząc trzy zwycięstwa: 15 stycznia 1999 roku w Chamonix był najlepszy w zawodach metodą Gundersena, podobnie jak 12 stycznia 2003 roku w Zakopanem, a 15 stycznia 2003 roku wygrał w starcie masowym w Harrachovie.
W Pucharze Świata zadebiutował 21 marca 1999 roku w Zakopanem, gdzie zajął 5. miejsce w Gundersenie. Tym samym już w swoim debiucie zdobył pucharowe punkty. W klasyfikacji tego sezonu zajął 28. miejsce. Najlepsze wyniki w Pucharze Świata osiągnął w sezonie 1999/2000, kiedy zajął osiemnaste miejsce w klasyfikacji generalnej. Wtedy też, 17 marca 2000 roku we włoskiej miejscowości Santa Caterina po raz pierwszy i ostatni stanął na podium zawodów pucharowych, zajmując trzecie miejsce w Gundersenie.
Pierwsza dużą imprezą w jego karierze były Mistrzostwa Świata w Lahti w 2001 roku. Wystartował tylko w zawodach metodą Gundersena, zajmując 29. miejsce. Rok później brał udział w Igrzyskach Olimpijskich w Salt Lake City. Wystąpił tylko w konkursie drużynowym, wspólnie z Janem Rune Grave, Sverre Rotevatnem i Kristianem Hammerem zajmując piąte miejsce. W 2004 roku postanowił zakończyć karierę.

## Osiągnięcia

### Igrzyska Olimpijskie
| Miejsce | Dzień     | Rok  | Miejscowość    | Konkurencja          | Wynik zwycięzcy | Strata      | Zwycięzca |
| ------- | --------- | ---- | -------------- | -------------------- | --------------- | ----------- | --------- |
| 5.      | 17 lutego | 2002 | Salt Lake City | Sztafeta K-90/4x5 km | 48:42.2 min     | +2:39.9 min | Finlandia |

### Mistrzostwa świata
| Miejsce | Dzień     | Rok  | Miejscowość | Konkurencja         | Wynik zwycięzcy | Strata | Zwycięzca        |
| ------- | --------- | ---- | ----------- | ------------------- | --------------- | ------ | ---------------- |
| 29.     | 16 lutego | 2001 | Lahti       | Gundersen K90/15 km | 39:26.7 min     | ?      | Bjarte Engen Vik |

### Puchar Świata

#### Miejsca w klasyfikacji generalnej
- sezon 1998/1999: 28.
- sezon 1999/2000: 18.
- sezon 2000/2001: 21.
- sezon 2001/2002: 45.
- sezon 2002/2003: 27.

#### Miejsca na podium chronologicznie
| Nr | Data          | Miejscowość    | Konkurencja         | Wynik zwycięzcy | Pozycja | Strata | Zwycięzca      |
| -- | ------------- | -------------- | ------------------- | --------------- | ------- | ------ | -------------- |
| 1. | 17 marca 2000 | Santa Caterina | Gundersen K90/15 km | ?               | 3.      | ?      | Samppa Lajunen |

### Puchar Kontynentalny

#### Miejsca w klasyfikacji generalnej
- sezon 1997/1998: 1.
- sezon 2002/2003: -
- sezon 2003/2004: 65.

#### Miejsca na podium chronologicznie
| Nr  | Data             | Miejscowość   | Konkurencja            | Wynik zwycięzcy | Pozycja | Strata | Zwycięzca         |
| --- | ---------------- | ------------- | ---------------------- | --------------- | ------- | ------ | ----------------- |
| 1.  | 7 stycznia 1998  | Klingenthal   | Sprint K80/7.5 km      | ?               | 1.      | -      | -                 |
| 2.  | 27 stycznia 1998 | Eisenerz      | Gundersen K90/15 km    | ?               | 2.      | ?      | Sven Koch         |
| 3.  | 27 lutego 1998   | Baiersbronn   | Sprint K90/7.5 km      | ?               | 2.      | ?      | Jean-Yves Cuendet |
| 4.  | 13 marca 1998    | Štrbské Pleso | Gundersen K115/15 km   | ?               | 2.      | ?      | Jean-Yves Cuendet |
| 5.  | 15 stycznia 1999 | Chamonix      | Sprint K90/7.5 km      | ?               | 1.      | -      | -                 |
| 6.  | 21 stycznia 1999 | Lake Placid   | Sprint K120/7.5 km     | ?               | 2.      | ?      | Andrea Longo      |
| 7.  | 22 stycznia 1999 | Lake Placid   | Sprint K120/7.5 km     | ?               | 2.      | ?      | Sebastian Haseney |
| 8.  | 24 stycznia 1999 | Lake Placid   | Gundersen K120/15 km   | ?               | 2.      | ?      | Kouji Takasawa    |
| 9.  | 8 stycznia 2003  | Štrbské Pleso | Start masowy K90/10 km | ?               | 2.      | ?      | Mathieu Martinez  |
| 10. | 12 stycznia 2003 | Zakopane      | Gundersen K120/15 km   | ?               | 1.      | -      | -                 |
| 11. | 15 stycznia 2003 | Harrachov     | Start masowy K90/10 km | ?               | 1.      | -      | -                 |